# Adam Bodnar

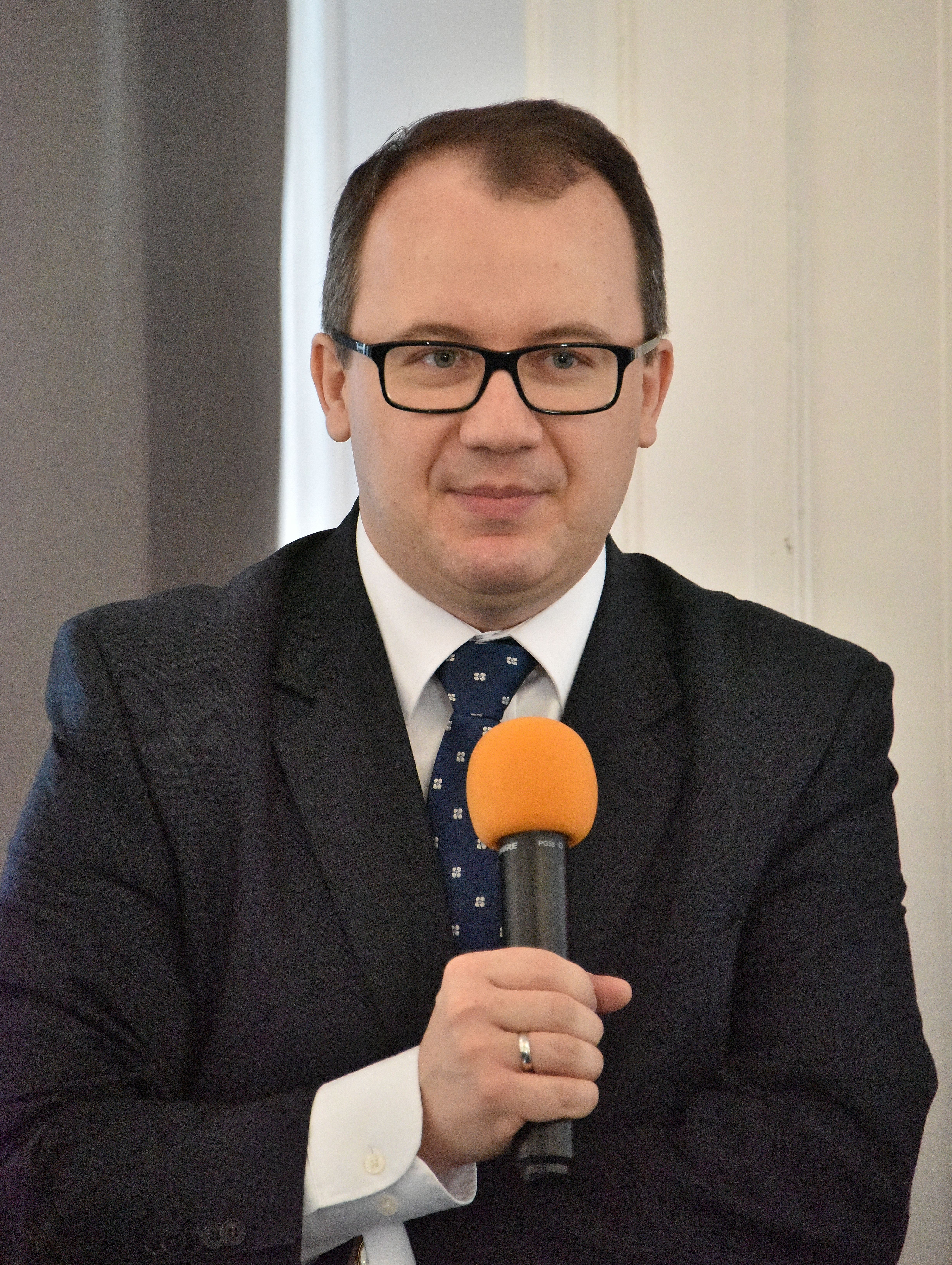
Adam Bodnar (2017)

Adam Piotr Bodnar (geboren am 6. Januar 1977 in Trzebiatów) ist ein polnischer Verfassungsrechtler, Menschenrechtsaktivist und Politiker. Seit dem 13. Dezember 2023 ist er Justizminister und Generalstaatsanwalt der Republik Polen. Zuvor war er seit dem 9. September 2015 polnischer Beauftragter für Bürgerrechte, musste dieses Amt nach einer Entscheidung des Verfassungsgerichts vom 15. April 2021 aber zum 15. Juli 2021 abgeben.

## Ausbildung und wissenschaftliche Laufbahn
Er wurde als Sohn eines ukrainischstämmigen Vaters und einer polnischen Mutter in der Stadt Trzebiatów in der Woiwodschaft Westpommern geboren. Bodnar studierte an der Fakultät für Recht und Verwaltung der Universität Warschau, an der er 2000 seinen Abschluss machte. Anschließend erwarb er einen Master of Laws in vergleichendem Verfassungsrecht an der Central European University in Budapest. Von 2001 bis 2004 arbeitete Bodnar als Anwalt in der Großkanzlei Weil, Gotshal & Manges. Im Jahr 2006 wurde er bei Mirosław Wyrzykowski mit einer Arbeit zur „Mehrfachbürgerschaft in der europäischen Verfassungssphäre“ promoviert. Anschließend arbeitete er als Dozent an der Abteilung für Menschenrechte der Universität Warschau, veröffentlichte wissenschaftlich zu Fragen des Verfassungsrechts und hielt Vorträge unter anderem an der Europäischen Rechtsakademie in Trier, am Warschauer Institut für Öffentliche Angelegenheiten und im Ausschuss für Recht und Menschenrechte der Parlamentarischen Versammlung des Europarates.
Im Jahr 2011 wurde Bodnar mit dem Toleranzpreis der polnischen LGBT-Organisationen ausgezeichnet. Im Oktober 2021 erhielt er den DIALOG-Preis vom Bundesverband der deutsch-polnischen Gesellschaft.

## Arbeit für Nichtregierungsorganisationen
2012 bis 2014 war Bodnar stellvertretendes Mitglied des Sachverständigenrats des Europäischen Instituts für Gleichstellungsfragen und 2013 Marshall Memorial Fellow des German Marshall Fund. Seit Dezember 2013 sitzt Bodnar im Board of Directors des Freiwilligen Fonds der Vereinten Nationen für Folteropfer. 2014/15 arbeitete er (zuletzt als Vizepräsident) für die Helsinki-Menschenrechtsstiftung. Dort berichtete er für die Agentur der Europäischen Union für Grundrechte über die Menschenrechtslage in Polen und unterstützte die Arbeit weiterer Nichtregierungsorganisationen wie der Stephan-Báthory-Stiftung, der Panoptykon-Stiftung gegen Überwachung und des polnischen Zweigs der Umweltschutzorganisation ClientEarth. Er gab die Onlinezeitung Kultura Liberalna mit heraus.

## Beauftragter für Bürgerrechte

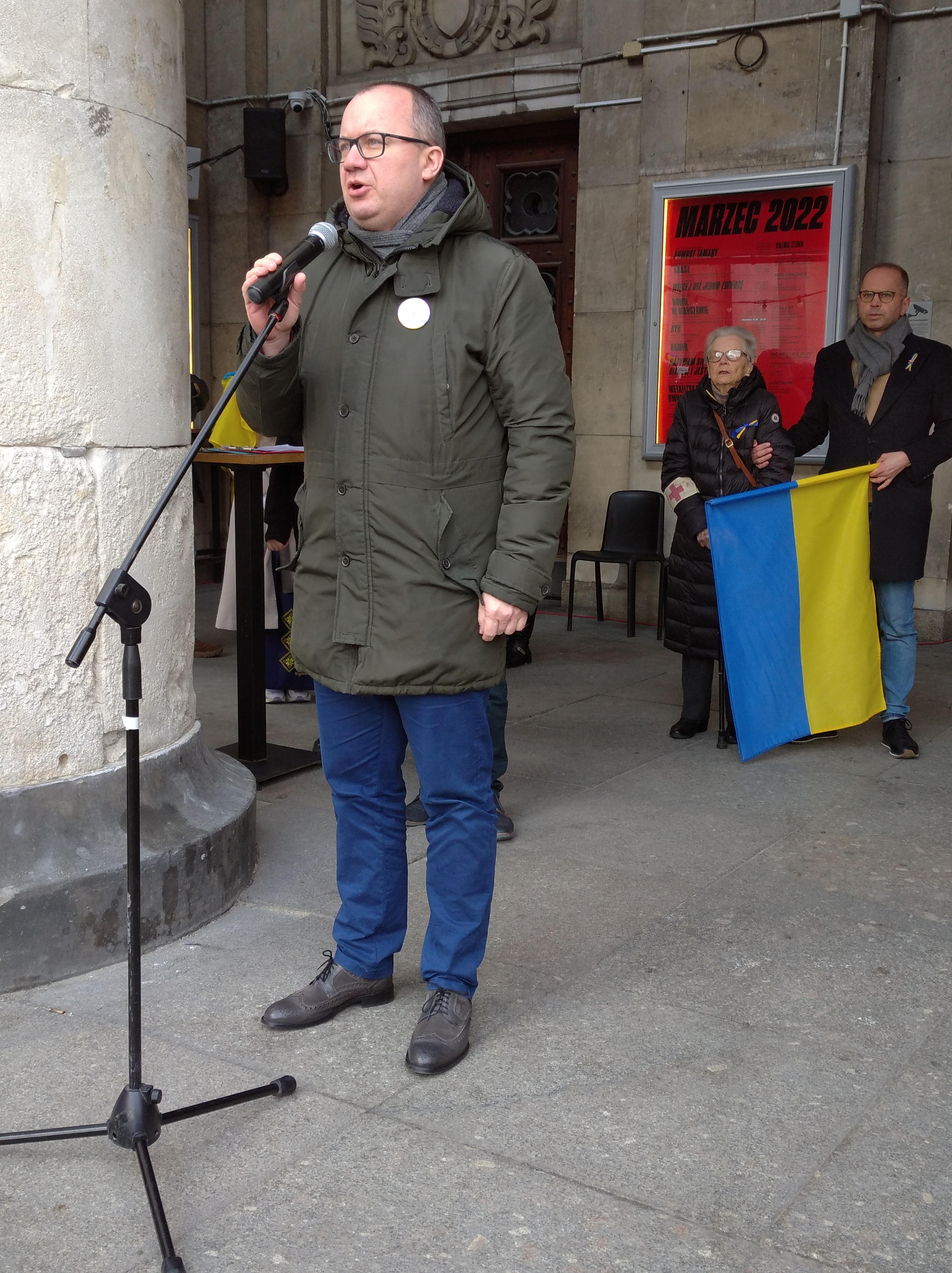
Adam Bodnar bei einer Solidaritätsdemonstration für die Ukraine (2022)

Bodnar wurde Mitte 2015 vom sozialdemokratischen Bund der Demokratischen Linken für das Amt des Bürgerrechtsbeauftragten vorgeschlagen und von der liberal-konservativen Bürgerplattform (PO) unterstützt, was als Versuch der PO im Wahlkampf vor der Sejmwahl 2015 gedeutet wurde, nach der verlorenen Präsidentschaftswahl im Mai und schlechten Umfragewerten gegenüber der nationalkonservativen Recht und Gerechtigkeit (PiS) nach links zu integrieren.
Als Gegenkandidatin nominierte die PiS die frühere Solidarność-Aktivistin Zofia Romaszewska. Nachdem er vom Sejm, der unteren Kammer des polnischen Parlaments, am 22. Juli 2015 mit 239 zu 155 Stimmen gewählt worden war, wurde er vom Senat am 7. August 2015 mit 41 zu 39 Stimmen und zwei Enthaltungen bestätigt, was zuvor wegen Bodnars linksliberaler Positionen – er tritt für eine eingetragene Partnerschaft Homosexueller ein und bezeichnet sich im katholisch geprägten Polen als Atheist – als nicht selbstverständlich betrachtet wurde; so verweigerten ihm bei den jeweiligen Abstimmungen mehrere Abgeordnete der PO die Zustimmung.
Bodnar trat sein Amt als siebter Beauftragter für Bürgerrechte mit der Vereidigung am 9. September 2015 als Nachfolger von Irena Lipowicz an. Als seine ersten Arbeitsschwerpunkte kündigte er Verbesserungen in der Zugänglichkeit des Justizwesens, für Obdachlose und für Flüchtlinge an und forderte in dieser drängenden Frage – anders als der neugewählte polnische Präsident Andrzej Duda –, sich an einer solidarischen gemeinsamen Flüchtlingspolitik der Europäischen Union zu beteiligen. Zudem lobte er die Arbeit der Nichtregierungsorganisationen und erklärte, mit ihnen zusammenarbeiten zu wollen, sich ihnen aber nicht zur „Geisel“ zu machen.
Gegen die umstrittenen Justizreformen der Ende 2015 angetretenen Regierung der rechtskonservativen PiS legte Bodnar 2015 und 2016 Klagen ein. 2018 wurde ihm der Thorolf-Rafto-Gedenkpreis für seinen Einsatz im polnischen Verfassungskonflikt verliehen. Ihm und seinem Büro wurde 2019 der Roland-Berger-Preis für Menschenwürde zuerkannt. Bodnar erklärte, den Preis nicht entgegenzunehmen, da die Rolle des Vaters des Preisstifters im NS-Regime ungeklärt ist.
Im September 2020 lief Bodnars Amtszeit regulär aus. Die mehrheitlich von der PiS besetzte erste Kammer des Parlaments, der Sejm, und die von der Opposition dominierte zweite Kammer, der Senat, konnten sich jedoch über Monate nicht auf einen Nachfolger einigen, so dass Bodnar im Amt blieb. Am 15. April 2021 entschied das Verfassungsgericht, dass Bodnar seine Tätigkeit innerhalb der folgenden drei Monate aufgeben müsse. Die Menschenrechtskommissarin des Europarates Dunja Mijatović zeigte sich über das Gerichtsurteil besorgt und forderte dringend die Wahl eines Nachfolgers, um keine Lücke für die Funktion des Beauftragten entstehen zu lassen. Bodnar schied am 15. Juli 2021 aus dem Amt aus; zu seinem Nachfolger wurde der Juraprofessor Marcin Wiącek, Inhaber des Lehrstuhls für Menschenrechte an der Universität Warschau, gewählt.

## Politische Tätigkeit seit 2023
Bei der Parlamentswahl 2023 wurde Bodnar für die Koalicja Obywatelska als Parteiloser in den Senat gewählt. Seit dem 13. Dezember 2023 ist Bodnar Justizminister der Republik Polen im Kabinett Tusk III.
Bodnar wurde nach seinem Amtsantritt als Justizminister im Dezember 2023 für eine Reihe von Maßnahmen kritisiert, insbesondere im Zusammenhang mit personellen Veränderungen in der Justizverwaltung. Bis Mitte 2024 setzte er zahlreiche Gerichtspräsidentinnen und -präsidenten sowie Vizepräsidenten an Bezirks- und Landgerichten ab, unter anderem in Warschau, Rzeszów, Katowice und Lublin. Zur Begründung wurde meist angeführt, dass deren Ernennungen durch den als politisch beeinflusst geltenden Landesjustizrat (KRS) erfolgt seien oder dass die Qualifikationen nicht dem angestrebten ethischen Standard entsprächen. Teile der Richterschaft und die Opposition warfen Bodnar vor, mit diesen Eingriffen die richterliche Unabhängigkeit zu gefährden.
Kritik löste auch ein Gesetzesvorhaben aus, das die rechtliche Neubewertung von etwa 1600 Richterinnen und Richtern vorsah, die seit 2018 durch den KRS ernannt worden waren. Die Möglichkeit, diese Richter nachträglich für unrechtmäßig ernannt zu erklären, wurde von Verfassungsjuristen als potenziell verfassungswidrig eingestuft, da sie gegen die Garantien richterlicher Unabhängigkeit und Unabsetzbarkeit verstöße.
Im Juni 2025 forderte Bodnar zudem eine Nachzählung der Stimmen in rund 1500 Wahlkreisen der Präsidentschaftswahl. Grundlage war eine statistische Analyse, die auf mögliche Unregelmäßigkeiten hinwies, jedoch methodisch falsch durchgeführt wurde. Die Forderung wurde von Teilen der politischen und juristischen Öffentlichkeit als Ausdruck politischer Einflussnahme auf den Wahlprozess kritisiert.

## Schriften
- Hrsg. mit Michał Kowalski, Karen Raible, Frank Schorkopf: The Emerging Constitutional Law of the European Union. German and Polish Perspectives (= Beiträge zum ausländischen öffentlichen Recht und Völkerrecht. Band 163). Springer, Berlin u. a. 2003.
- mit Stanisław Frankowski: Introduction to Polish Law. Kluwer, Den Haag 2005.
- Obywatelstwo wielopoziomowe. Status jednostki w europejskiej przestrzeni konstytucyjnej. Wydawnictwo Sejmowe, Warschau 2008 (Dissertation).

## Belege
1. ↑  Martin Sander: 70 Jahre nach der „Aktion Weichsel“ – Gedenken an die Vertreibung der Ukrainer. In: Deutschlandfunk. 30. April 2017, abgerufen am 5. Januar 2024.
2. 1 2 3 4  Bodnar złożył ślubowanie. Priorytety: sądy, bezdomni, uchodźcy. In: TVN24, 9. September 2015 (polnisch).
3. ↑  Kurzvorstellung als Beauftragter für Bürgerrechte (englisch).
4. ↑  Adam Bodnar erhält DIALOG-Preis der Deutsch-Polnische Gesellschaft Bundesverband. Archiviert vom Original (nicht mehr online verfügbar) am 2. November 2021; abgerufen am 3. November 2021.  Info: Der Archivlink wurde automatisch eingesetzt und noch nicht geprüft. Bitte prüfe Original- und Archivlink gemäß Anleitung und entferne dann diesen Hinweis.
5. ↑  GMF Alumni on the Move. (Memento des Originals vom 6. Oktober 2015 im Internet Archive)  Info: Der Archivlink wurde automatisch eingesetzt und noch nicht geprüft. Bitte prüfe Original- und Archivlink gemäß Anleitung und entferne dann diesen Hinweis. In: GMFUS.org, 8. September 2015 (englisch).
6. ↑  UN Voluntary Fund for Victims of Torture – Decision Making. In: OHCHR.org, abgerufen am 9. September 2015 (englisch).
7. ↑  Artikel mit Bezug auf Bodnar bei KulturaLiberalna.pl (polnisch).
8. 1 2  Florian Kellermann: Wahlkampf in Polen. Tusk-Partei wirbt um Wählerstimmen. (Seite nicht mehr abrufbar, festgestellt im Juni 2023. Suche in Webarchiven)  Info: Der Link wurde automatisch als defekt markiert. Bitte prüfe den Link gemäß Anleitung und entferne dann diesen Hinweis. In: Deutschlandfunk, 25. August 2015.
9. ↑  Lista kandydatów na Rzecznika Praw Obywatelskich [= Liste der Kandidaten für den Bürgerrechtsbeauftragten]. In: Sejm.gov.pl, Drucksache Nr. 3535, 23. Juli 2015 (polnisch, PDF).
10. 1 2  Lars Leschewitz: Sejm bestimmt Adam Bodnar zum Beauftragten für Menschenrechte. In: Polen heute, 24. Juli 2015.
11. ↑  New Human Rights Defender. In: RPO.gov.pl, 7. August 2015 (englisch).
12. ↑  The 2018 Rafto Prize to Adam Bodnar. In: NHH.no (englisch).
13. ↑  Verleihung von Menschenwürde-Preis wird verschoben. (Memento des Originals vom 19. Oktober 2019 im Internet Archive)  Info: Der Archivlink wurde automatisch eingesetzt und noch nicht geprüft. Bitte prüfe Original- und Archivlink gemäß Anleitung und entferne dann diesen Hinweis. In: Deutschlandfunk, 19. Oktober 2019.
14. ↑  Polens rechtsnationale Regierung serviert letzten offiziellen Kritiker ab, Kurier, 15. April 2021.
15. ↑  Florian Hassel: Der unabhängige Jurist Marcin Wiącek: Polens Bürgerrechtskommissar. In: Süddeutsche Zeitung. 12. Juli 2021, abgerufen am 29. Juli 2021.
16. ↑  Wahlergebnis für den Senatswahlbezirk Nr. 44, Internetseite der staatliche Wahlkommission
17. ↑  Daniel Tilles: Incoming Polish PM Tusk presents cabinet and programme ahead of confidence vote. In: Notes From Poland. 12. Dezember 2023, abgerufen am 13. Dezember 2023 (amerikanisches Englisch).
18. ↑  Shaun Walker: New Polish justice minister will seek ‘any niche’ to undo rule of law breaches. In: The Guardian. 21. Dezember 2023, ISSN 0261-3077 (theguardian.com [abgerufen am 29. Juni 2025]).
19. ↑  Adam Bodnar chce odwołać wiceprezesa sądu w Katowicach. Wskazano powód. 26. Mai 2025, abgerufen am 29. Juni 2025 (polnisch).
20. ↑  Ustawa Bodnara o statusie neo-sędziów budzi poważne wątpliwości konstytucyjne. In: tvn24.pl. 15. März 2024, abgerufen am 29. Juni 2025 (polnisch).
21. ↑  Polish justice minister demands vote recount in almost 1,500 polling districts. 26. Juni 2025, abgerufen am 29. Juni 2025 (britisches Englisch).

| Personendaten    | Personendaten                                               |
| ---------------- | ----------------------------------------------------------- |
| NAME             | Bodnar, Adam                                                |
| ALTERNATIVNAMEN  | Bodnar, Adam Piotr (vollständiger Name)                     |
| KURZBESCHREIBUNG | polnischer Rechtswissenschaftler und Menschenrechtsaktivist |
| GEBURTSDATUM     | 6. Januar 1977                                              |
| GEBURTSORT       | Trzebiatów                                                  |